# أرقطيون كيمبري
أرقطيون كيمبري (الاسم العلمي:Arctium cimbricum) هي نوع نباتي يتبع جنس الأرقطيون من فصيلة النجمية.